# Ryder Cup 2012

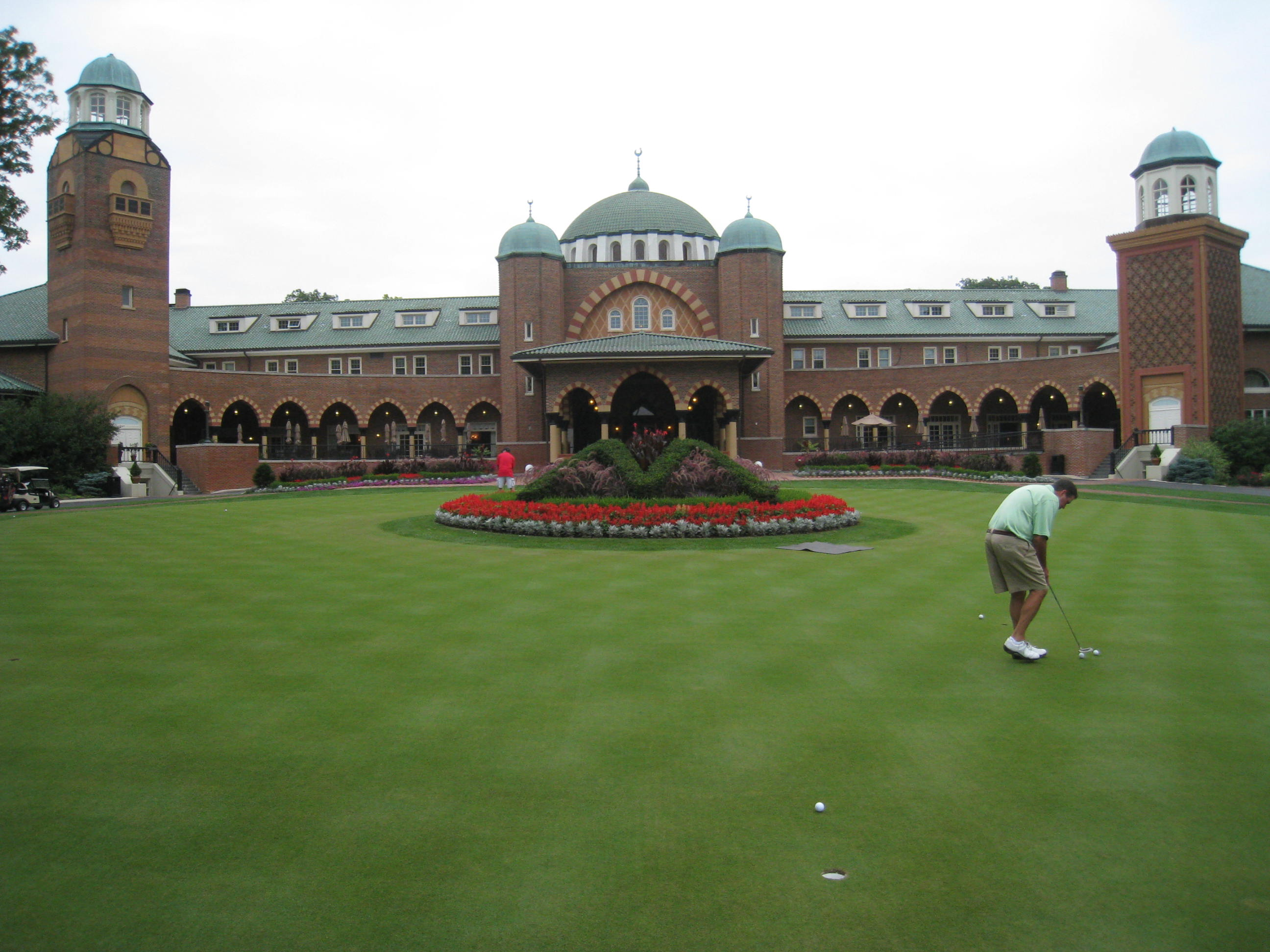
Medinah Country Club

De 39e editie van de Ryder Cup werd van 28 tot en met 30 september 2012 gespeeld op de Medinah Country Club net buiten Chicago, Illinois. De Ryder Cup is een prestigieus golftoernooi tussen een Europees en een Amerikaans team van professionele topgolfers. Het toernooi vindt elke twee jaar plaats.
Het Europese team won de Cup met 14,5 punten tegen 13,5 voor het Amerikaanse team. De Europeanen waren na de tweede dag met een 6–10 achterstand aan de laatste dag begonnen, wat de comeback meteen een van de grootste maakt in de geschiedenis van de Ryder Cup. Deze comeback werd in de pers aangeduid als "The Miracle of Medinah". De geëmotioneerde Europese captain José María Olazabal droeg de overwinning op aan zijn in 2011 overleden vriend en voormalig golfer Severiano Ballesteros.

## De captains
José María Olazabal en Davis Love III zijn de nieuwe captains van het Europese en Amerikaanse team. Olazabal heeft zeven keer de Ryder Cup gespeeld, Love zes keer. Op 26 september 2011 hadden de captains een ontmoeting op Medinah. Het leek wel Wales, waar de vorige Ryder Cup met veel regen te kampen had. Op Medinah was ruim drie centimeter regen gevallen in de voorgaande 24 uur. Olazabal benoemde Thomas Bjørn, Darren Clarke, Miguel Ángel Jiménez en Paul McGinley tot vice-captains. Davis Love werd bijgestaan door Fred Couples, Mike Hulbert, Jeff Sluman en Scott Verplank. Fred Couples speelde zelf vier keer mee.

## De baan
Medinah heeft sinds haar opening in 1928 drie golfbanen van 18 holes gehad, alle ontworpen door Tom Bendelow. De club heeft in 1949, 1975 en 1990 het US Open ontvangen, in 1999 en 2006 het PGA Championship, in 1988 het US Senior Open en in 1939, 1962 en 1966 het Western Open.
De Ryder Cup van 2012 werd gespeeld op de No.3 Course. Ter voorbereiding hiervan waren door architect Rees Jones alle greens gerenoveerd en is er een nieuw ontwerp gemaakt voor hole 15. De baan is in juni 2010 heropend.

## De teams
Het team van Europa bestond uit de vijf beste Europese spelers van de wereldranglijst en de vijf beste Europese spelers van de Europese Order of Merit. Sergio García plaatste zich door zijn laatste overwinning op de Amerikaanse Tour ten koste van Ian Poulter, die via een wildcard alsnog in het team werd opgenomen. De Belg Nicolas Colsaerts kreeg de tweede wildcard en werd de eerste speler uit de Benelux die in een Ryder Cup team werd opgenomen.
Het team van de Verenigde Staten bestond uit de acht Amerikaanse spelers die op 12 augustus in de top van de PGA ranglijst staan en vier spelers kregen een wildcard. Deze wildcards werden op 4 september bekendgemaakt, Love koos voor een combinatie van oudgedienden (Jim Furyk) en mannen die recent in vorm waren zoals Brandt Snedeker.
| Europa - Luke Donald 3 - Peter Hanson 1 - Sergio García 5 - Martin Kaymer 1 - Paul Lawrie 1 - Graeme McDowell 2 - Rory McIlroy 1 - Francesco Molinari 1 - Justin Rose 1 - Lee Westwood 7 Wildcards - Nicolas Colsaerts 0 - Ian Poulter 3 | Verenigde Staten - Keegan Bradley 0 - Jason Dufner 0 - Zach Johnson 2 - Matt Kuchar 1 - Phil Mickelson 8 - Webb Simpson 0 - Bubba Watson 1 - Tiger Woods 6 Wildcards - Jim Furyk 6 - Dustin Johnson 1 - Brandt Snedeker 0 - Steve Stricker 2 |

Het getal achter de spelersnaam geeft aan hoe vaak hij al eerder in de Ryder Cup gespeeld had.

## Vrijdag
Bij de fourball spelen beide spelers van het team met hun eigen bal de hele hole, waarna alleen de beste score telt. Dit in tegenstelling met de foursome, waarbij spelers van een team samen met één bal spelen, en deze om de beurt afslaan en verder spelen.
Na de foursomes stonden de partijen gelijk na de four-balls stond het Amerikaanse team met 5–3 voor.
| Foursomes                       |          |                               |
| Vlag van Europa                 | Score    | Vlag van Verenigde Staten     |
| Rory McIlroy Graeme McDowell    | 2 up     | Jim Furyk Brandt Snedeker     |
| Luke Donald Sergio García       | 4&3      | Phil Mickelson Keegan Bradley |
| Lee Westwood Francesco Molinari | 3&2      | Jason Dufner Zach Johnson     |
| Ian Poulter Justin Rose         | 2&1      | Steve Stricker Tiger Woods    |
| 2                               | Sessie 1 | 2                             |

| Four-ball                      |          |                               |
| Vlag van Europa                | Score    | Vlag van Verenigde Staten     |
| Paul Lawrie Peter Hanson       | 5&4      | Bubba Watson Webb Simpson     |
| Rory McIlroy Graeme McDowell   | 2&1      | Phil Mickelson Keegan Bradley |
| Justin Rose Martin Kaymer      | 3&2      | Dustin Johnson Matt Kuchar    |
| Lee Westwood Nicolas Colsaerts | 1up      | Tiger Woods Steve Stricker    |
| 1                              | Sessie 2 | 3                             |
| 3                              | Totaal   | 5                             |

## Zaterdag
Opnieuw werd begonnen met foursomes waarin de Amerikanen meteen een sterke indruk maakten. Bradley en Mickelson begonnen met birdie-birdie en maakten in de volgende tien holes nog vijf birdies, vooral door de lange putts die Bradley maakte. Hun Engelse tegenstanders kwamen er niet aan te pas en verloren na de 12e hole, een evenaring van het record tijdens een Ryder Cup wedstrijd. Poulter en Rose stonden na hole 10 voor en wonnen hun partij. De partij van Colsaerts en García stond ook al gauw op 2 achter, toch hielden de Europeanen het nog tot de 17de hole vol. McDowell en McIlroy stonden vanaf de eerste hole achter en hadden tot de laatste hole een kans om all square te eindigen.
In de middag werden de fourballs gespeeld waarin alle Europese spelers een andere partner kregen, terwijl bij de Amerikanen twee koppels gelijk bleven. Lange tijd leken de Amerikanen ook drie van de vier fourballs te winnen en daardoor een schier onoverbrugbare 11–5 te krijgen. Door een comeback van het duo McIlroy/Poulter wonnen de Europeanen alsnog twee partijen in de vierde sessie en stond het na de zestien doubles 10–6 voor de Verenigde Staten.
| Foursomes                       |          |                               |
| Vlag van Europa                 | Score    | Vlag van Verenigde Staten     |
| Justin Rose Ian Poulter         | 1up      | Bubba Watson Webb Simpson     |
| Lee Westwood Luke Donald        | 7&6      | Keegan Bradley Phil Mickelson |
| Nicolas Colsaerts Sergio García | 2&1      | Jason Dufner Zach Johnson     |
| Rory McIlroy Graeme McDowell    | 1up      | Jim Furyk Brandt Snedeker     |
| 1                               | Sessie 3 | 3                             |
| 4                               | Totaal   | 8                             |

| Four-ball                      |          |                            |
| Vlag van Europa                | Score    | Vlag van Verenigde Staten  |
| Nicolas Colsaerts Paul Lawrie  | 1up      | Dustin Johnson Matt Kuchar |
| Justin Rose Francesco Molinari | 5&4      | Bubba Watson Webb Simpson  |
| Sergio García Luke Donald      | 1up      | Tiger Woods Steve Stricker |
| Rory McIlroy Ian Poulter       | 1up      | Jason Dufner Zach Johnson  |
| 2                              | Sessie 4 | 2                          |
| 6                              | Totaal   | 10                         |

## Zondag
Europa had als taak om minstens acht singles van de twaalf te winnen om de eindstand gelijk te trekken en de Ryder Cup in Europese te handen te houden. Luke Donald en Paul Lawrie brachten de eerste twee punten voor Europa binnen, en Rory McIlroy pakte het derde punt. Toen ook Ian Poulter won werd de tussenstand 10–10. Nadat Justin Rose zijn partij won stond Europa even met 11–10 voor, totdat Nicolas Colsaerts zijn partij verloor en de tussenstand 11–11 werd. Er waren nog zes partijen in de baan, in drie partijen stond Europa voor, in de andere drie partijen stonden de Amerikanen voor.
Zach Johnson stond vanaf de eerste hole voor en won pas op hole 17. Sergio García stond all square toen hij bij hole 18 aankwam. Jim Furyks afslag kwam in de fairwaybunker, zijn tweede slag rolde de green over en García won met een par. Westwood stond altijd al voor en won op hole 16. Peter Hanson verloor op hole 18.
Europa had uit de laatste twee partijen nog een punt nodig om de Cup te behouden en beide partijen stonden all square. Hole 17 is een par 3 van 175 meter. Kaymers afslag kwam op de green maar ver van de vlag, Strickers bal rolde er net vanaf. Kaymer maakte par en Stricker miste zijn putt voor par. Kaymer stond dus 1up, en kon niet meer verliezen. Daarna moesten Molinari en Tiger Woods de 17e hole spelen. Molinari rolde net als Stricker over de green en de bal van Woods lag goed op de green, waarna deze de hole won en 1up stond. Hole 18, een par 4, werd beslissend. Martin Kaymer maakte de beslissende putt waarna Amerika niet meer kon winnen. Woods en Molinari moesten als laatsten hole 18 nog spelen. Woods lag met twee net naast de green, Molinari lag erop. Woods miste zijn putt voor par en gaf Molinari zijn laatste putt cadeau. Europa kreeg hierdoor nog een half punt en won de Ryder Cup voor de negende keer.
| Singles            |             |                           |
| Vlag van Europa    | Score       | Vlag van Verenigde Staten |
| Luke Donald        | 2&1         | Bubba Watson              |
| Ian Poulter        | 2up         | Webb Simpson              |
| Rory McIlroy       | 2&1         | Keegan Bradley            |
| Justin Rose        | 1up         | Phil Mickelson            |
| Paul Lawrie        | 5&3         | Brandt Snedeker           |
| Nicolas Colsaerts  | 3&2         | Dustin Johnson            |
| Graeme McDowell    | 2&1         | Zach Johnson              |
| Sergio García      | 1up         | Jim Furyk                 |
| Peter Hanson       | 2up         | Jason Dufner              |
| Lee Westwood       | 3&2         | Matt Kuchar               |
| Martin Kaymer      | 1up         | Steve Stricker            |
| Francisco Molinari | AS          | Tiger Woods               |
| 8½                 | Sessie 5    | 3½                        |
| 14½                | Einduitslag | 13½                       |

## Junior Ryder Cup
Voor de 8ste keer werd de Junior Ryder Cup gespeeld op de maandag en dinsdag voor de Ryder Cup. In 2012 was het toernooi op 24 en 25 september op de Olympia Fields Country Club in Illinois. Ieder team bestond uit zes jongens en zes meisjes. Het Amerikaanse team versloeg het Europese team met 13,5–9,5.
| Team Europa - Quirine Eijkenboom - Bronte Law - Harang Lee - Emily Pedersen - Covadonga Sanjuan - Linnea Ström - Dominic Foos - Gavin Moynihan - Renato Paratore - Matthias Schwab - Victor Tärnström - Toby Tree | Team USA - Casie Cathrea - Karen Chung - Casey Danielson - Alison Lee - Esther Lee - Samantha Wagner - Cameron Champ - Gavin Hall - Beau Hossler - Jim Liu - Scottie Scheffler - Robby Shelton |

1927 · 1929 · 1931 · 1933 · 1935 · 1937 · 1947 · 1949 · 1951 · 1953 · 1955 · 1957 · 1959 · 1961 · 1963 · 1965 · 1967 · 1969 · 1971 · 1973 · 1975 · 1977 · 1979 · 1981 · 1983 · 1985 · 1987 · 1989 · 1991 · 1993 · 1995 · 1997 · 1999 · 2002 · 2004 · 2006 · 2008 · 2010 · 2012 · 2014 · 2016 · 2018 · 2021 · 2023
Lijst van deelnemers · Junior Ryder Cup